# Єремєєв Сергій Євгенійович
Сергій Євгенійович Єремєєв (1999—2024) — молодший сержант НГУ, учасник російсько-української війни.

## Життєпис
Народився 31 серпня 1999 року в с. Піски Дворічанського району Харківської області.
З 2007 по 2017 рік навчався у Топільській ЗОШ I—III ст. № 1. Потім перейшов на навчання до Дворічанської загальноосвітньої школи I—III ст., яку і закінчив у 2018 році.
З 2019-го проходив строкову службу. З 4 жовтня 2019 року до 14 січня 2020 року він брав участь в бойових діях АТО/ООС на посаді кулеметника 2-го відділення 2-го взводу 1 стрілецької роти військової частини 3053.
З січня 2020 року до лютого 2021 року — стрілець стрілецької роти.
У лютому 2021 року отримав посвідчення учасника бойових дій АТО/ООС.
Повномасштабну війну зустрів загартованим і мужнім воїном, перебуваючи на посаді стрільця 2-го відділення 1-го взводу спеціального призначення 1-ї роти спеціального призначення батальйону СП «Донбас».
З жовтня 2022 року до січня 2023 року командир 2-го відділення 1-го взводу спеціального призначення 1-ї роти спеціального призначення батальйону «Донбас», з січня 2023 — авіаційний технік взводу бойового забезпечення цього ж батальйону.
Указом Президента від 30.04.2022 року Сергія Євгенійовича Єремєєва нагороджено орденом «За мужність» III ступеня за оборону міста Кремінна Луганської області. Боєць тоді перебував під командуванням 128 гірсько-штурмової бригади у складі розвідувально-диверсійної групи «ZEUS».
З вересня 2023 року у складі елітного підрозділу 3 загону Центру СП НГУ «Омега».
В січні 2024 року спецпризначенця нагороджено медаллю Національної гвардії України «За стійкість та незламність».
8.03.2024 року у складі розрахунку (БПЛА) молодший сержант виконував бойові завдання в районі населеного пункту Роботине Запорізької області. Неодноразові намагання ворожої піхоти, під час штурмових дій прорвати лінію оборони, не мали успіху.
Тоді противник застосував масований ракетний обстріл українських позицій. Артснаряд влучив у бліндаж, де перебував Сергій Єремєєв.
12 березня 2024 року похований на центральному кладовищі міста Балаклія Ізюмського району Харківської області.
Залишилися дружина та донька 